# Allium aegilicum
Allium aegilicum är en amaryllisväxtart som beskrevs av Dimitrios B. Tzanoudakis. Allium aegilicum ingår i släktet lökar, och familjen amaryllisväxter. Inga underarter finns listade i Catalogue of Life.